# Vatslav Nisjinskij
Vatslav Fomitj Nisjinskij (russisk: Ва́цлав Фоми́ч Нижи́нский tr. Vátslav Fomítj Nisjínskij , polsk: Wacław Niżyński ; født 12. marts 1890 i Kyiv, Det Russiske Kejserrige, død 8. april 1950 i London, Storbritannien) var en russisk balletdanser og koreograf af polsk herkomst og aktiv inden for balletkunsten i årene kort før og under første verdenskrig.
Han var berømt for sin kraftfulde, men samtidig graciøse teknik og var et legendarisk medlem af Djagilevs Ballets Russes sammen med ballerinaen Tamara Karsavina. Hans berømmelse skyldtes også hans evne til at fortolke en rolle med usædvanlig indlevelse, som det kommer til udtryk i hans Petrusjka.
Nizjinskij fornyede også dansen på en måde, der gjorde den mere fri i sin udtryksform. Han stod blandt andet bag den nyskabende koreografi til L'Après-midi d'un Faune (En fauns eftermiddag) i 1912, efter et digt af Stéphane Mallarmé. Året efter påstod Igor Stravinskij at de dårlige anmeldelser komponistens Le sacre du printemps modtog, til dels skyldtes Nisjinskijs koreografi.
Hans sidste optræden fandt sted ved en privat sammenkomst i Sankt Moritz i Schweiz i 1919. Under besøget i denne alpeby førte han dagbog, der blev udgivet mange år senere. Han fik stillet diagnosen skizofreni og blev indlagt på et hospital i Zürich til midten af 1930'erne. Han døde i London i 1950 og begravedes der. Tre år senere overførtes hans jordiske rester til Cimetière du Montparnasse i Paris.